# Dantrai Longjamnong
Dantrai Longjamnong (thailändisch แดนไตร ลองจำนงค์, * 7. Oktober 1990 in Surin) ist ein ehemaliger thailändischer Fußballspieler.

## Karriere
Dantrai Longjamnong stand bis 2011 beim North Bangkok University FC unter Vertrag. Der Verein aus der thailändischen Hauptstadt Bangkok spielte in der dritten Liga, der damaligen Regional League Division 2. Hier trat der Verein in der Bangkok Region an. Ende 2011 wurde er mit dem Verein Vizemeister der Region. 2012 wechselte er zum Yasothon FC. Der Verein aus Yasothon spielte ebenfalls in der dritten Liga. Mit Yasothon spielte er in der North/Eastern Region. Nakhon Ratchasima FC, ein Zweitligist aus Nakhon Ratchasima, nahm ihn ab 2013 unter Vertrag. Mit Korat wurde er Ende 2014 Meister der zweiten Liga und stieg in die erste Liga auf. Bis Mitte 2016 absolvierte er sieben Erstligaspiele. Zur Rückserie 2016 wechselte er bis zum Jahresende zum Zweitligisten Angthong FC nach Angthong. Anfang 2017 nahm ihn der Drittligist Bangkok University Deffo FC aus Bangkok für zwei Jahre unter Vertrag. Anfang 2019 unterschrieb er einen Vertrag beim Drittligisten Muangkan United FC in Kanchanaburi. Am Ende der Saison 2020/21 wurde er mit dem Verein Meister der Region. In den Aufstiegsspielen zur zweiten Liga wurde belegte man den zweiten Platz und stieg somit in die zweite Liga auf. Ende Juni 2021 beendete er seine Karriere als Fußballspieler.

## Erfolge
North Bangkok University FC
- Regional League Division 2 – Bangkok: 2011 (Vizemeister)

Nakhon Ratchasima FC
- Thailändischer Zweitligameister: 2014  ▲

Muangkan United FC
- Thai League 3 – West: 2020/21
- Thai League 3 – National Championship: 2020/21 (2. Platz)  ▲